# Zulaikha Patel
Zulaika Patel o Zulaikha Patel  (Sudáfrica, 2003) es una adolescente sudafricana activista contra el racismo especialmente conocida cuando a los 13 años, en junio de 2016 inició una protesta contra un colegio de secundaria en Pretoria en el que se obligaba a las alumnas negras a alisarse el pelo. Su imagen enfrentada a los guardias de seguridad contratados por la escuela para reprimir una manifestación silenciosa del alumnado negro, se hizo viral en las redes sociales provocando la solidaridad y la denuncia internacional sobre el caso. Finalmente el gobierno provincial suspendió la sección del código del colegio referida al peinado. Fue elegida por la BBC entre las 100 mujeres destacadas de 2016.

## Desarrollo de la protesta
Zulaika se convirtió en ícono de la protesta tras una fotografía tomada durante una manifestación pacífica en Pretoria Girls High School en la que se la veía enfrentándose pacíficamente a tres guardias de seguridad armados contratados por la administración de la escuela para controlar la protesta. La imagen se hizo viral a través de las redes sociales donde se comparó la valentía de Zulaika con la de Winnie Mandela en su lucha contra el apartheid.
Varias alumnas afro denunciaron que algunos profesores de la escuela las hacen alisarse el pelo porque consideran que su pelo natural es inapropiado y poco aseado. Las normas de la escuela establecía que “Todos los peinados deben ser conservadores, pulcros y acorde con el uniforme del colegio. No se permitirán estilos excéntricos”.
Desde hacía dos años Zulaika se sentía incómoda con las directrices sobre el cabello de la escuela, explicó su hermana Amira Patel de 22 años. Ha estudiado la constitución de Sudáfrica y el código de vestimenta de la escuela y cree que es ilegal que las escuelas tengas estas reglas acerca de las niñas negras. Las declaraciones fueron realizadas por Amira dado que sus padres consideran que Zulaika con 13 años es demasiado joven para exponerse a entrevistas. Solo se ha trasladado un breve comunicado firmado por ella en el que dice: "En mi mente, estaba preparada para esto. Estaba luchando por cada niño negro en este país. Es el momento de nuestros gritos se escuchen". A través del hashtag #PretoriaGirlsHigh la protesta ha recibido numerosas reacciones de solidaridad.
Finalmente tras haber encabezado las protestas Zulaikha logró su cometido y el gobierno provincial suspendió la sección del código del colegio que se refería al peinado de las alumnas.
Fue elegida por la BBC entre las 100 mujeres destacadas de 2016. Su actitud ha abierto la puerta al debate sobre un cambio en la legislación en el país sobre el tema.